# Jaume Fiella
Jaume Fiella (Tremp, 15de eeuw - aldaar,  september 1522) was doctor in burgerlijk en kerkelijk recht, deken van het kapittel van Barcelona en van 1514 tot 1515 de 47ste president van de Generalitat de Catalunya.
Zijn juiste geboortedatum is onbekend. Van zijn ouders weten we alleen dat ze Joan en Constança heetten en dat ze naast Jaume nog drie kinderen in leven hadden: Antoni Joan, Esperança en Orient. Jaume studeerde in Lleida en Tolosa de Llenguadoc, heden ten dage Toulouse. Vanaf 1471 trekt hij voor elf jaar naar Rome, waar hij in de pauselijke kanselarij werkte als abreviator (letterlijk: “afkorter”), een vertrouwenspersoon die de bullen, brevetten en andere documenten moet opstellen, waarin veel afkortingen gebruikt werden. Hij was goed bevriend met de Valenciaan Roderic de Borja uit Xàtiva, de latere paus Alexander VI.
Vanaf 1495 keert hij terug naar Barcelona., waar hij kanunnik en later deken van het kapittel wordt. Hij zou ook nog abt van de kloosters Sinte Cecilia van Montserrat in Marganell en Sint Pieter in Montsó geweest zijn.  Vanaf 1504 wordt hij actief in de inquisitie en werkt hij als scheidsrechter in verzoeningsprocedures bij kerkelijke aangelegenheden

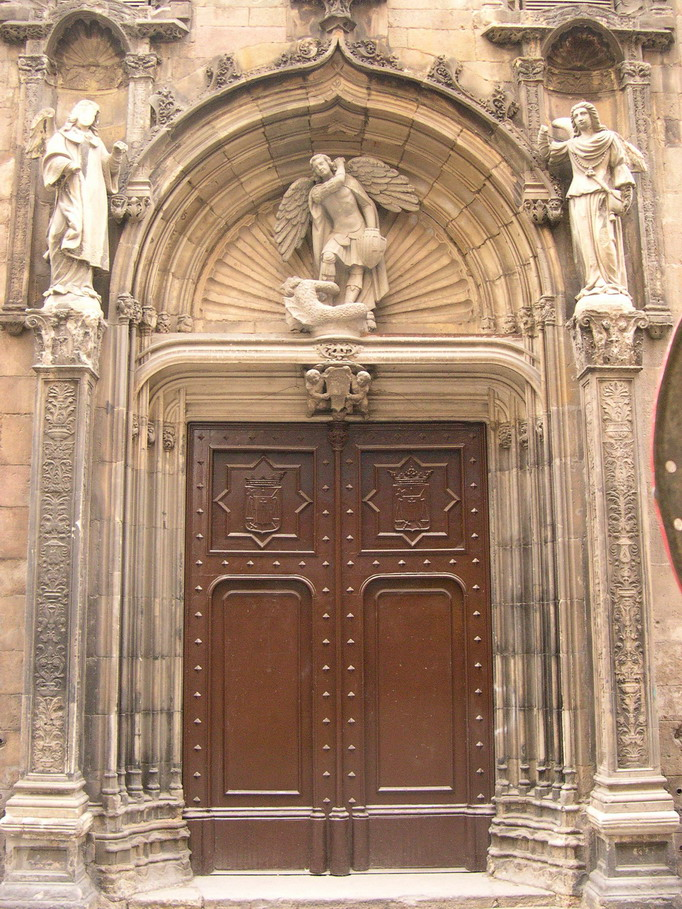
Poort van de voormalige Sint-Michielskerk in Barcelona, nu ingewerkt in de basiliek van Onze Lieve Vrouw van genade

 Hij geeft de bouwmeesters Gabriel Pellisser en René Ducloux de opdracht de Barcelonese Sint-Michielskerk opnieuw in laatgotische stijl opnieuw inrichten. Op 18 juli 1514 wordt hij tot voorzitter van de Catalaanse Generaliteit verkozen, als een overgangsfiguur, omdat zijn voorganger, Joan II, maanden na zijn verkiezing niet naar Barcelona wilde komen wonen, iets wat bij de wet verplicht was.
Hij heeft steeds goede relaties met zijn geboorteplaats Tremp onderhouden. In 1521, kort voor zijn dood schenkt hij zijn vermogen om er een opvanghuis voor behoeftigen, het zogenaamde Hospital de Pobres, mee op te richten. Het gebouw is in de loop van de jaren vaak van bestemming veranderd en is heden de zetel van de Rechtbank van Eerste Aanleg.  De stichting die Fiella grondvestte, bestaat nog en baat een bejaardentehuis uit.